# Mycosphaerella pseudocryptica
Mycosphaerella pseudocryptica är en svampart som beskrevs av Crous 2006. Mycosphaerella pseudocryptica ingår i släktet Mycosphaerella och familjen Mycosphaerellaceae.   Inga underarter finns listade i Catalogue of Life.